# Atlante (mitologia)
Atlante (in greco antico: Ἄτλας?, Átlas) è un personaggio della mitologia greca: fu un re della Mauretania, corrispondente al noto sostenitore della Terra entrato nella cultura popolare; questo Atlante è un titano di seconda generazione e non va confuso con il figlio di Poseidone e Clito citato nei dialoghi Timeo e Crizia di Platone.

## Genealogia
Figlio del titano Giapeto, ebbe per madre l'oceanina Climene oppure l'oceanina Asia, sposò Pleione e con lei generò le Pleiadi, le Iadi, e Iante.
A volte viene citato anche come padre delle Esperidi, nonché di Calipso, Mera e Dione.

## Mitologia
Atlante era re della Mauretania e molto versato nell'astrologia; era considerato il primo ad aver studiato la scienza dell'astronomia. Diodoro Siculo scrive che Atlante fu il primo a rappresentare il mondo per mezzo di una sfera e per questo motivo si diceva che portasse il cielo sulle spalle.
Esiodo narra che Atlante fu costretto a tenere sulle spalle l'intera volta celeste per volere di Zeus, che decise di punirlo perché durante la Titanomachia si era alleato con Crono quando guidò i titani contro gli dèi dell'Olimpo. Nell'Odissea (libro I) viene descritto poeticamente come uno dei pilastri del cielo e indicato come padre di Calipso.
Atlante riuscì a convincere Eracle a sostituirlo temporaneamente nella sua punizione offrendosi di raccogliere i pomi d'oro dall'albero del giardino delle Esperidi al suo posto. Ottenuto lo scambio però Eracle riuscì a convincerlo di tenere momentaneamente la volta per potersi mettere qualcosa sotto le ginocchia. e quando Atlante sollevò la volta del cielo dalle spalle di Eracle, questi raccolse le tre mele lasciate a terra e se ne andò. 
Secondo una tradizione il titano fu pietrificato da Perseo, che gli mostrò la testa di Medusa per punirlo di non averlo ospitato nel suo regno; così Atlante si trasformò nell'omonima catena montuosa che si trova nel nord dell'Africa. La prima vertebra della colonna vertebrale, atlante, deve il suo nome a questo personaggio, poiché essa sostiene il cranio così come il titano regge la sfera celeste.

## Nella cultura contemporanea
Nel Rinascimento le carte geografiche e nautiche, i c.d. portolani, vennero raccolte dai geografi in volumi di grandi dimensioni chiamati "Teatri dell'Orbe" o "Atlanti", in quanto "portavano" e racchiudevano la raffigurazione di tutto il mondo conosciuto. Di conseguenza Atlante nelle raffigurazioni successive a volte è erroneamente raffigurato mentre sostiene il  globo terrestre, al posto della sfera celeste.
Atlante è l'antagonista principale del libro Percy Jackson e gli dei dell'Olimpo: la maledizione del Titano (2007) e il protagonista del brano La caduta di Atlante dell'album Prisoner 709 (2017) del rapper Caparezza. Ad Atlante è inoltre dedicata la canzone dei Metallica Atlas, Rise! dell'album Hardwired... to Self-Destruct (2016).

## Galleria d'immagini

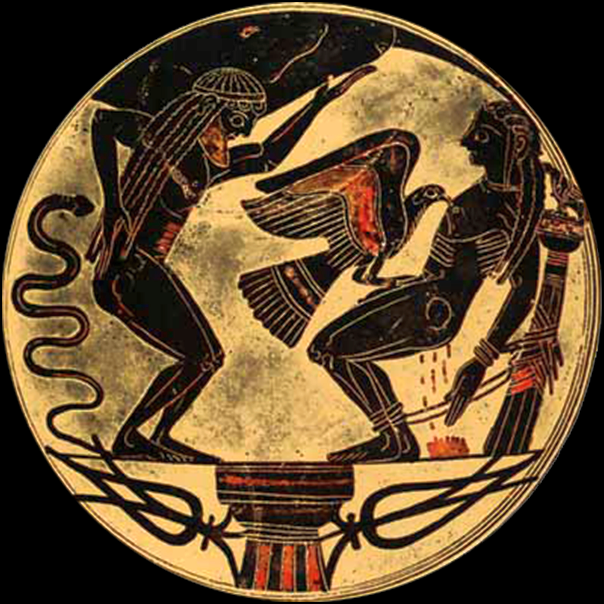
Atlante e Prometeo puniti da Zeus, cratere a calice laconico del VI secolo a.C.
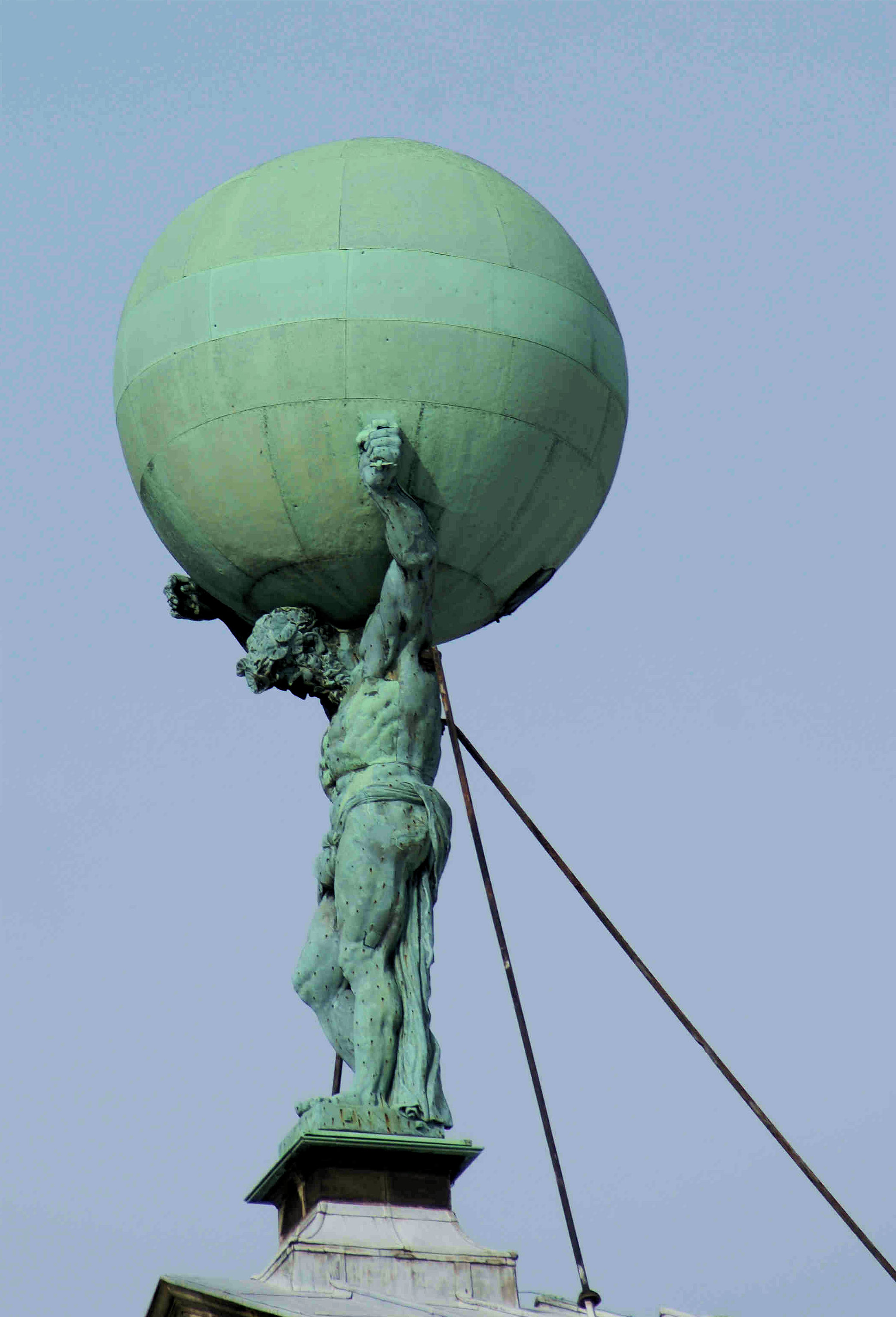
Atlante di Artus Quellinus il Vecchio sul Palazzo Reale, Amsterdam, 1660-65.
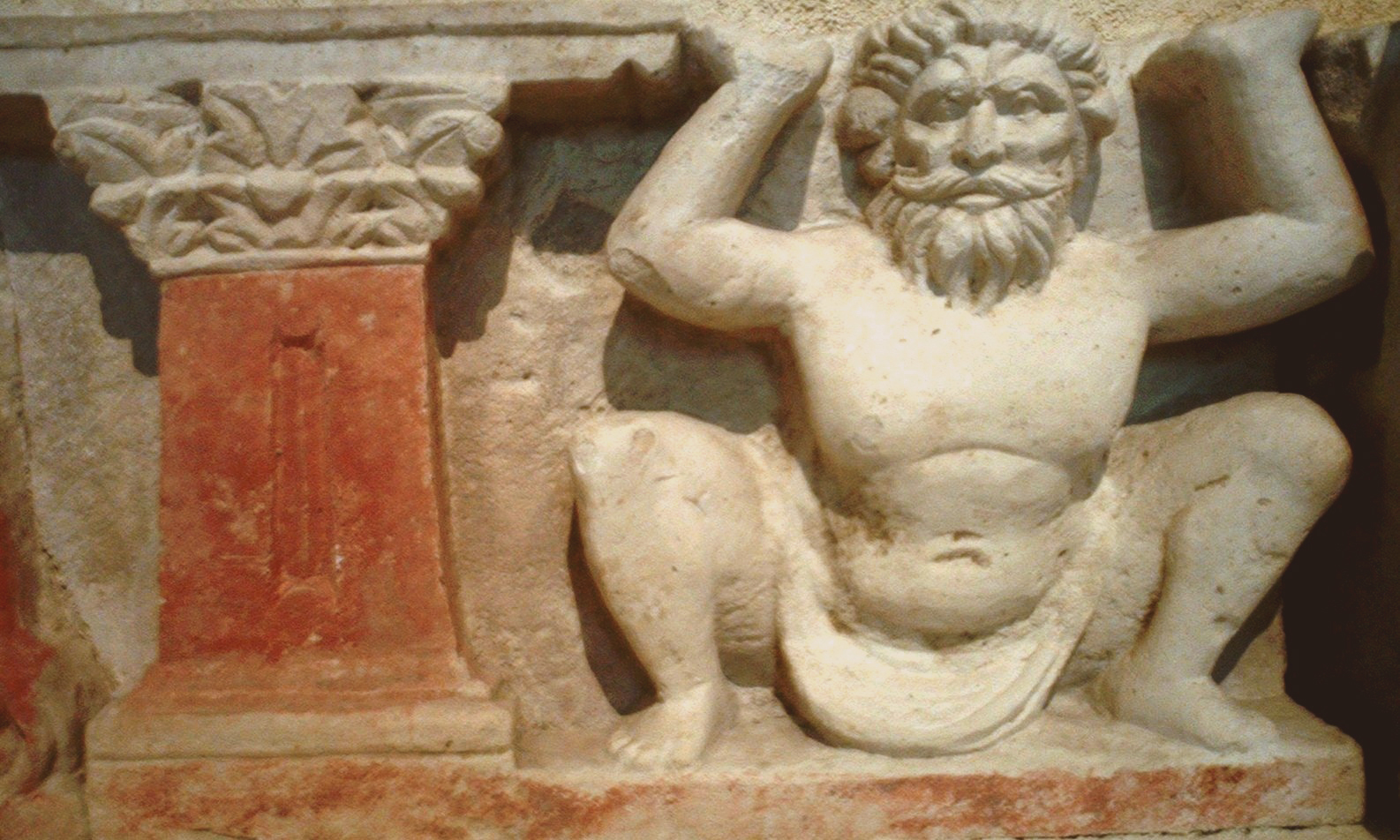
Atlante greco-buddhista in un monumento del Gandhāra (I-II secolo a.C.) ad Hadda, Afghanistan.
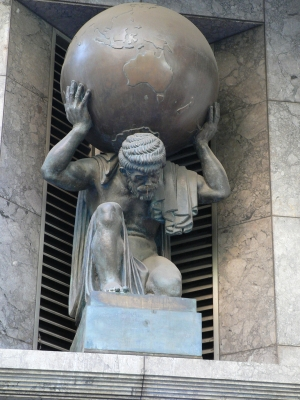
Collins Street, Melbourne, Australia.
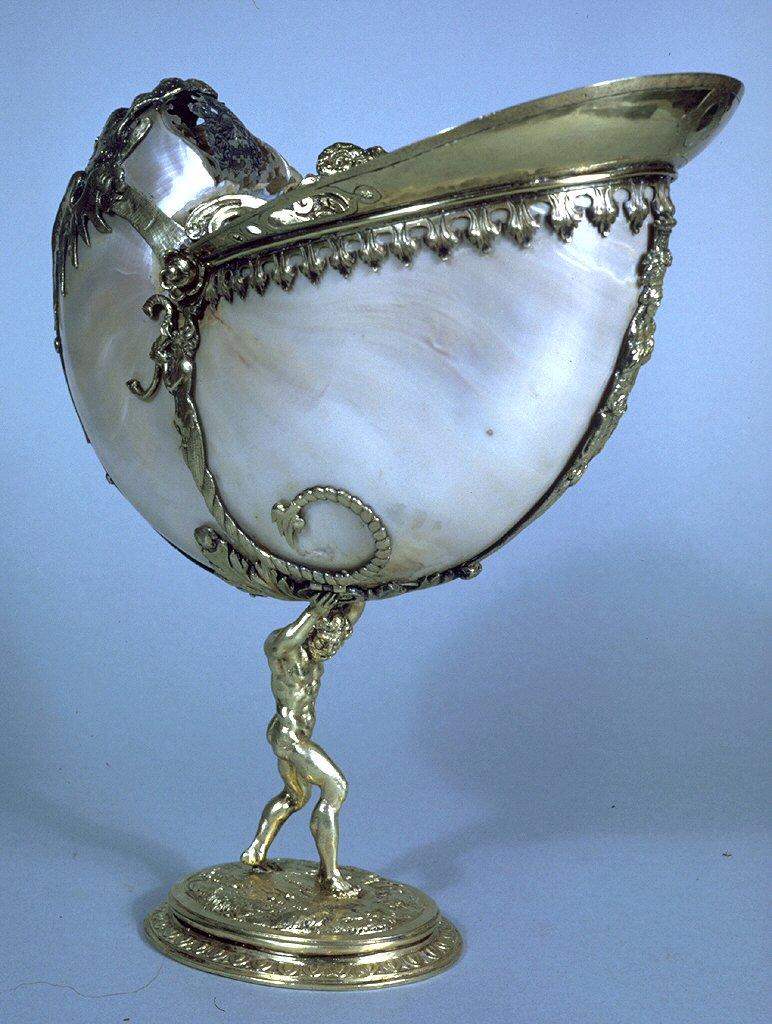
Nautilus Cup presso il Walters Art Museum.
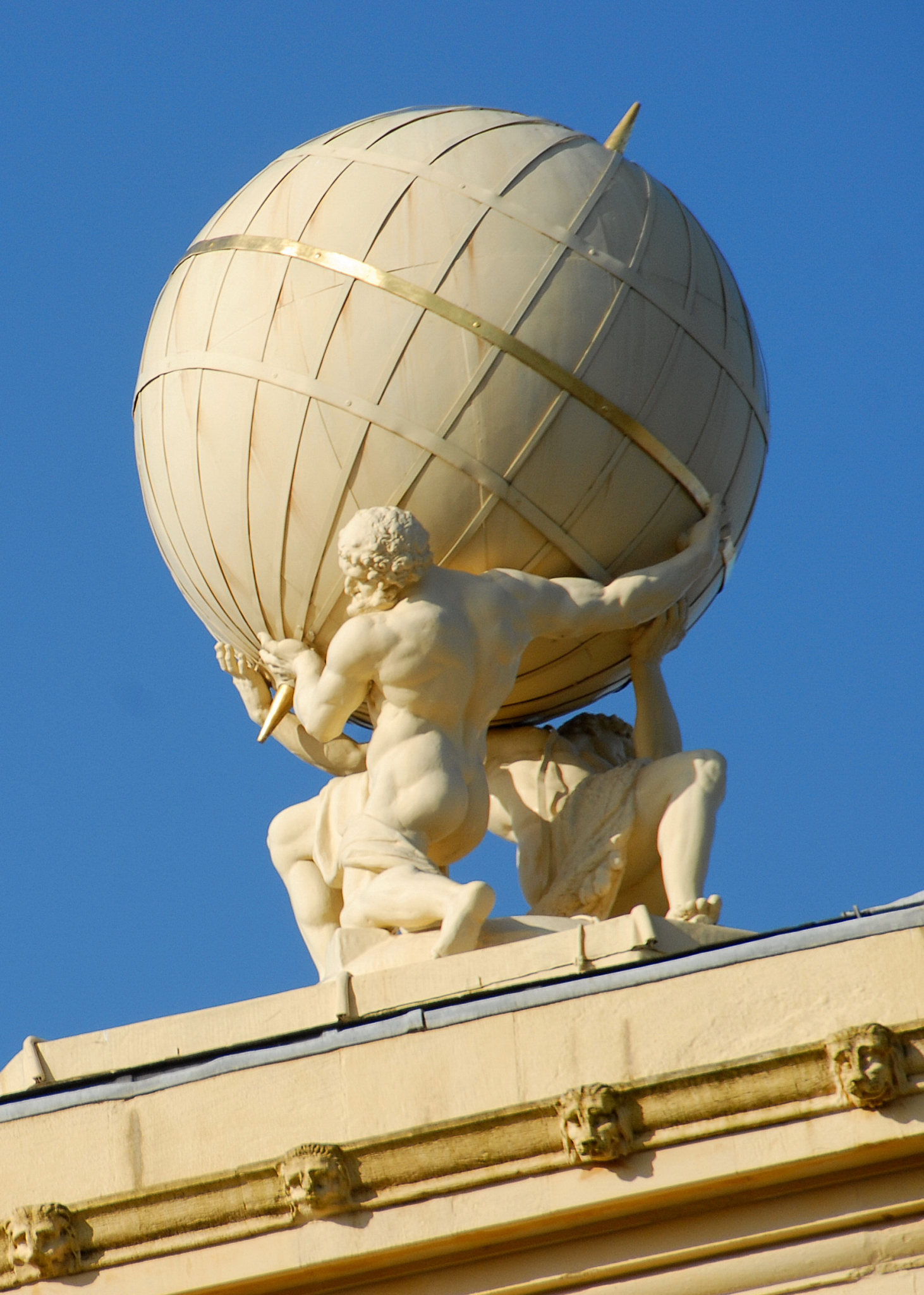
Osservatorio del Green Templeton College, Oxford.